# Scolopia manongarivae
Scolopia manongarivae är en videväxtart som beskrevs av Joseph Marie Henry Alfred Perrier de la Bâthie. Scolopia manongarivae ingår i släktet Scolopia och familjen videväxter. Inga underarter finns listade i Catalogue of Life.